# Schrader-Gletscher
Der Schrader-Gletscher ist ein kleiner Gletscher auf Südgeorgien. Er fließt zur Südküste der Insel und mündet in das Kopfende des Wilson Harbour.
Teilnehmer der Zweiten Deutschen Antarktisexpedition (1911–1912) unter der Leitung des Geophysikers Wilhelm Filchner kartierten ihn. Filchner benannte ihn nach dem deutschen Astronomen Carl Schrader (1852–1930), Leiter der Südpolarexpedition der Deutschen Polarkommission (1882–1883) im Zuge des Ersten Internationalen Polarjahres zur Beobachtung des Venustransits in der Royal Bay.